# Робу, Марин
Марин Робу (род. 19 марта 2000 года) — молдавский тяжелоатлет, призёр чемпионатов мира (2021 и 2024), четырёхкратный призёр чемпионатов Европы 2021, 2023, 2024 и 2025 годов. Чемпион Европы среди юношей 2016 года.

## Карьера
В 2017 году молдавский спортсмен впервые выступил на юношеском чемпионате Европы где занял 8-е место в весовой категории до 69 кг. Через год на молодёжном чемпионат Европы в этой же весовой категории он стал 6-м с весом на штанге 292 кг.
В 2019 году на молодёжном чемпионате Европы, который проходил в Бухаресте, в весовой категории до 73 кг, Марин сумел завоевать серебряную медаль, а на чемпионате мира среди молодёжи в Риме в 2020 году он стал вице-чемпионом.
В апреле 2021 года на чемпионате Европы в Москве, в весовой категории до 73 кг, Марин занял итоговое второе место с результатом 339 килограмм и стал вице-чемпионом Европы. В упражнении «рывок» он сумел завоевать малую серебряную медаль с результатом 156 кг, а в упражнении «толчок» с весом 183 кг он стал только 4-м.
В декабре 2021 года принял участие в чемпионате мира, который состоялся в Ташкенте. В весовой категории до 81 килограммов, Марин по сумме двух упражнений с весом 363 кг стал обладателем бронзовой медали. В упражнении рывок он завоевал малую золотую медаль.
В Ереване, на чемпионате Европы 2023 года, Марин в категории до 89 кг, с результатом по сумме двух упражнений 364 кг завоевал бронзовую медаль. В упражнении рывок он стал обладателем малой бронзовой медали.
В Саудовской Аравии, где состоялся Чемпионат мира по тяжёлой атлетике 2023 года, молдавский спортсмен в категории до 89 кг стал шестым с результатом 370 кг по сумме двух упражнений. Малая серебряная медаль в рывке досталась ему.
В феврале 2024 года на чемпионате Европы в Софии Марин завоевал бронзовую медаль по сумме двух упражнений с результатом 378 кг. В упражнении рывок он стат вторым (171 кг).
В декабре 2024 года в Манаме, на чемпионате мира, Робу выступил в весовой категории до 89 кг, где смог завоевать бронзовую медаль с результатом 379 кг. В упражнении рывок он завоевал малую серебряную медаль (173 кг).
На чемпионате Европы в Кишинёве, в апреле 2025 года, завоевал серебряную медаль в весовой категории до 89 кг с итоговым результатом 375 кг. В упражнении «рывок» стал чемпионом (173 кг), в упражнении «толчок» стал серебряным призёром (202 кг). 

## Достижения
Чемпионат мира
| Результат | Вес      | Год  | Место соревнований  | Рывок | Толчок | Общий вес |
| Бронза    | до 81 кг | 2021 | Ташкент, Узбекистан | 168,0 | 195,0  | 363,0     |
| Бронза    | до 89 кг | 2024 | Манама, Бахрейн     | 173,0 | 206,0  | 379,0     |

Чемпионат Европы
| Результат | Вес      | Год  | Место соревнований | Рывок | Толчок | Общий вес |
| Серебро   | до 73 кг | 2021 | Москва, Россия     | 156,0 | 183,0  | 339,0     |
| Бронза    | до 89 кг | 2023 | Ереван, Армения    | 166,0 | 198,0  | 364,0     |
| Бронза    | до 89 кг | 2024 | София, Болгария    | 171,0 | 207,0  | 378,0     |
| Серебро   | до 89 кг | 2025 | Кишинёв, Молдова   | 173,0 | 202,0  | 375,0     |

## Статистика
| Год                                  | Место                                | Турнир                               | Рывок                                | Рывок                                | Рывок                                | Рывок                                | Толчок                               | Толчок                               | Толчок                               | Толчок                               | Итог                                 | Место                                |
| Год                                  | Место                                | Турнир                               | 1                                    | 2                                    | 3                                    | Место                                | 1                                    | 2                                    | 3                                    | Место                                | Итог                                 | Место                                |
| Чемпионат Европы по тяжёлой атлетике | Чемпионат Европы по тяжёлой атлетике | Чемпионат Европы по тяжёлой атлетике | Чемпионат Европы по тяжёлой атлетике | Чемпионат Европы по тяжёлой атлетике | Чемпионат Европы по тяжёлой атлетике | Чемпионат Европы по тяжёлой атлетике | Чемпионат Европы по тяжёлой атлетике | Чемпионат Европы по тяжёлой атлетике | Чемпионат Европы по тяжёлой атлетике | Чемпионат Европы по тяжёлой атлетике | Чемпионат Европы по тяжёлой атлетике | Чемпионат Европы по тяжёлой атлетике |
| ------------------------------------ | ------------------------------------ | ------------------------------------ | ------------------------------------ | ------------------------------------ | ------------------------------------ | ------------------------------------ | ------------------------------------ | ------------------------------------ | ------------------------------------ | ------------------------------------ | ------------------------------------ | ------------------------------------ |
| 2021                                 | Москва, Россия                       | до 73 кг                             | 151                                  | 156                                  | 159                                  | 2                                    | 177                                  | 183                                  | 183                                  | 4                                    | 339                                  | 2                                    |